# Балашов, Виктор Павлович
Виктор Павлович Балашов — учёный в области применения радиолокационной техники в системах противовоздушной и противоракетной обороны, а также в области воздействия радиации и других поражающих факторов, начальник 22 ЦНИИ МО (1961—1987), генерал-лейтенант инженерно-авиационной службы, лауреат государственных премий, заслуженный деятель науки и техники РСФСР.

## Биография
Родился 20 октября 1919 года в Ростове-на-Дону (по другим данным — в Воронеже).
С 1937 года на службе в РККА. Участник Великой Отечественной войны, после которой продолжил службу в ВВС. Руководил испытаниями новых видов вооружений. Был одним из испытателей РЛС «Рубидий» и «Кобальт».
С 1961 по 1987 год начальник 22-го Центрального Научно-исследовательского института Министерства обороны СССР (в/ч № 67 947, город Мытищи Московской области).
В 1978—1987 годах — руководитель НИР «Сетка МО» (с 1980 года «Галактика МО», с 1985 года «Горизонт МО») — исследование аномальных атмосферных и космических явлений (в том числе НЛО) и их влияния на функционирование военной техники и состояние личного состава (Министерство обороны СССР).
В 1984 году выдвигался в члены-корреспонденты Академии наук СССР по отделению информатики, вычислительной техники и автоматизации, но не был избран.
«Закрытыми» Постановлениями ЦК КПСС и Совета Министров СССР за комплексные исследования в области вооружения и военной техники удостоен Сталинской премии (1952) и Государственной премии СССР.
Умер 8 октября 2007 года. Похоронен на Ваганьковском кладбище (участок № 43), рядом с могилой жены.

## Награды
- Награждён орденами Красной Звезды (20.04.1953), Трудового Красного Знамени и многими медалями, в том числе «За победу над Германией в Великой Отечественной войне 1941—1945 гг.» (09.05.1945) и «За боевые заслуги» (06.11.1947).